# 法政大学国際日本学研究所
法政大学国際日本学研究所（ほうせいだいがくこくさいにほんがくけんきゅうじょ、	Hosei University Research Cengter for International Japanese Studies）は、2002年に設立された法政大学の付属研究機関。略称はHIJAS。

## 概要
文部科学省21世紀COEプログラムに「日本発信の国際日本学の構築」が、文部科学省私立大学学術研究高度化推進事業（学術フロンティア部門）に「国際日本学の総合的研究」が、同時採択された2002年（平成14年）に設立される。
現在の所長は横山泰子。専任所員は髙田圭。

## 沿革
- 2002年（平成14年） - 国際日本学研究所設立。
- 2007年（平成19年） - 『異文化研究としての「日本学」』プログラム学術研究が高度化推進事業に採択。
- 2010年（平成22年） - 「国際日本学の方法に基づく＜日本意識＞の再検討―＜日本意識＞の過去・現在・未来」が文部科学省私立大学戦略的研究基盤形成支援事業に採択。
- 2010年（平成22年） - 「欧州の博物館等保管の日本仏教美術資料の悉皆調査とそれによる日本及び日本観の研究」が文部科学省「国際共同に基づく日本研究推進事業」に採択。
- 2015年（平成27年） - ヨーゼフ・クライナー博士記念・法政大学国際日本学賞を設立。

## ヨーゼフ・クライナー博士記念・法政大学国際日本学賞
ヨーゼフ・クライナー博士の学問的業績を顕彰すると同時に、 海外での優れた日本学研究者を奨励し、「国際日本学」の発展に資することを目的として、2015年（平成27年）に設けられた。

### 受賞者
- 第1回受賞（2015）Tinello Marco（ティネッロ・マルコ）（ヴェネツィア・カ・フォスカリ大学）
- 第2回受賞（2016）Luke Gartlan（ルーク・ガートラン）（セント・アンドリュース大学）
- 第3回受賞（2017）該当者なし
- 第4回受賞（2018）Dennitza Gabrakova（デンニッツァ・ガブラコヴァ）（ヴィクトリア大学ウェリントン）
- 第5回受賞（2019）該当者なし
- 第6回受賞（2020）該当者なし
- 第7回受賞（2021）金志映（キム・ジヨン）（ソウル大学日本研究所）
- 第8回受賞（2022）該当者なし
- 第9回受賞（2023）該当者なし
- 第10回受賞（2024）Fynn Jürgen Holm (フィン・ユルゲン・ホルム) (テュービンゲン大学)

## 刊行物
- 国際日本学研究所研究成果報告集『国際日本学』（第1号-第21号）
- 国際日本学研究叢書（叢書1-叢書24）
- 国際日本学研究所紀要『国際日本学研究』（第1号-第3号）
- 研究報告（第1集-第5集）

## 国内外機関との共同研究協定
- 大学共同利用機関法人人間文化研究機構国立歴史民俗博物館
- 独立行政法人国立文化財機構奈良文化財研究所
- 青森県
- 北京日本学研究センター
- チューリッヒ大学アジア東洋学研究所日本学部門

## 所在地
東京都千代田区九段北3-2-3九段校舎別館1階

## 参照
- 法政大学国際日本学研究所